# Sait Maden
Sait Maden (Çorum, 3 de maig de 1931 - Istanbul, 19 de juny de 2013) fou un poeta, editor, pintor, traductor, fotògraf i artista d'il·lustració gràfica i disseny gràfic turc. Durant el seu càrrec ha dissenyat més de 7.000 cobertes de llibres i revistes. Més conegut com a traductor al turc de Lorca. També és el traductor del llibre 20 poemas de amor y una canción desesperada de Pablo Neruda. El 1950 va rebre un premi per la traducció d'un poema de Baudelaire.
Els llibre de poemes de Sait Maden publicats són:
- Sait Maden: Bütün Şiirleri (Tots poemes) 1: "Açıl Ey Gizem" (Obre't misteri)[6]
- Sait Maden: Bütün Şiirleri (Tots poemes) 2: "Yol Yazıları" (Escrits de camí)[7]
- Sait Maden: Bütün Şiirleri (Tots poemes) 3: "Hiçlemeler" (Menyspreus)"[8]
- Sait Maden: Bütün Şiirleri (Tots poemes) 4: "Şiirin Dip Sularında" (A les aigües de fons de la poesia)[9]